# Turn- und Sportverein München von 1860 2012-2013
Questa voce raccoglie le informazioni riguardanti il Turn- und Sportverein München von 1860 nelle competizioni ufficiali della stagione 2012-2013.

## Stagione
La stagione 2012-2013 inizia con alcuni nuovi acquisti apparentemente mirati, ma che nel corso del torneo non danno i risultati sperati. L'unico che ha saputo regalare soddisfazioni al Club è Moritz Stoppelkamp, centrocampista arrivato dall'Hannover 96. Il girone d'andata si concluse al sesto posto. L'allenatore Reiner Maurer viene esonerato e sostituito da Alexander Schmidt, in precedenza allenatore della squadra B. La seconda settimana di gennaio si tiene un nuovo meeting tra i vertici della società e l'investitore Hasan Ismaik. Il primo verdetto sembra annunciare un ritiro dell'investitore per scarsa collaborazione tra le parti. La settimana successiva, tuttavia, tali voci vengono smentite. Durante il ritiro della squadra in Turchia, a Schmidt si affianca il famosissimo e vincente allenatore svedese Sven-Göran Eriksson, voluto fortemente dallo sceicco Ismaik.
Pochi giorni dopo, però, arriva la notizia che Eriksson non farà più parte dello staff della squadra; la novità non fa che accrescere il caos in cui versa la società. A inizio marzo il presidente Dieter Schneider annuncia le proprie dimissioni dall'incarico. Verrà sostituito dal politico dei Grünen Hep Monatzeder, il quale però, poco più di un mese dopo, in una successiva assemblea dei delegati, non viene riconfermato per i molti voti contrari.
In maggio arriva un'altra notizia shock: lo sceicco Ismaik minaccia di ritirarsi dalla società, con la conseguenza che la società dovrebbe restituire i milioni investiti dallo sceicco e quindi la licenza per giocare la stagione successiva sarebbe fortemente a rischio. Gli incontri che seguono sembrano alleviare la tensione e la licenza viene pagata regolarmente alla DFL.
Il Monaco 1860 chiude la stagione al 6º posto, mentre l'avventura nella DFB-Pokal 2012-2013 termina agli ottavi di finale con l'eliminazione per mano del Bochum. Il calciatore più utilizzato in stagione fu Moritz Stoppelkamp con 36 presenze (33 in campionato e 3 in coppa), mentre il miglior marcatore fu Benjamin Lauth con 13 reti (di cui 12 in campionato).

## Rosa
| N. |                     | Ruolo | Calciatore          |
| -- | ------------------- | ----- | ------------------- |
| 1  | Ungheria (bandiera) | P     | Gábor Király        |
| 2  | Germania (bandiera) | D     | Moritz Volz         |
| 3  | Polonia (bandiera)  | D     | Grzegorz Wojtkowiak |
| 4  | Germania (bandiera) | D     | Kai Bülow           |
| 5  | Spagna (bandiera)   | D     | Guillermo Vallori   |
| 6  | Germania (bandiera) | C     | Dominik Stahl       |
| 7  | Germania (bandiera) | C     | Daniel Bierofka     |
| 8  | Romania (bandiera)  | C     | Maximilian Nicu     |
| 9  | Canada (bandiera)   | A     | Rob Friend          |
| 10 | Germania (bandiera) | C     | Moritz Stoppelkamp  |
| 11 | Germania (bandiera) | A     | Benjamin Lauth      |
| 13 | Turchia (bandiera)  | D     | Necat Aygün         |
| 14 | Croazia (bandiera)  | C     | Marin Tomasov       |
| 15 | Germania (bandiera) | D     | Malik Fathi         |
| 17 | Germania (bandiera) | C     | Liridon Vocaj       |
| 18 | Norvegia (bandiera) | A     | Ola Kamara          |

| N. |                        | Ruolo | Calciatore            |
| -- | ---------------------- | ----- | --------------------- |
| 19 | Germania (bandiera)    | C     | Sebastian Maier       |
| 20 | Germania (bandiera)    | C     | Stefan Wannenwetsch   |
| 21 | Grecia (bandiera)      | C     | Grīgorīs Makos        |
| 23 | Stati Uniti (bandiera) | A     | Bobby Wood            |
| 24 | Germania (bandiera)    | D     | Chris Wolf            |
| 25 | Germania (bandiera)    | C     | Andreas Geipl         |
| 26 | Germania (bandiera)    | D     | Christopher Schindler |
| 27 | Germania (bandiera)    | D     | Arne Feick            |
| 28 | Germania (bandiera)    | C     | Daniel Halfar         |
| 29 | Germania (bandiera)    | A     | Markus Ziereis        |
| 30 | Germania (bandiera)    | P     | Vitus Eicher          |
| 31 | Germania (bandiera)    | D     | Kodjovi Koussou       |
| 33 | Germania (bandiera)    | C     | Korbinian Vollmann    |
| 36 | Germania (bandiera)    | D     | Phillipp Steinhart    |
|    | Germania (bandiera)    | A     | Daniel Jais           |

## Maglie e sponsor
Lo sponsor tecnico per la stagione 2012-2013 fu Uhlsport, mentre lo sponsor ufficiale fu Aston Martin. La maglia casalinga era blu scuro con maniche celesti, pantaloncini blu scuro e calzettoni della stessa tonalità, con inserti celesti. Quella da trasferta era completamente bianca, con rifiniture gialle e grigie.
| Casa | Trasferta |

## Organigramma societario
Area tecnica
- Allenatore: Alexander Schmidt
- Allenatore in seconda: Denis Bushuev, Franz Hübl, Wolfgang Schellenberg
- Preparatore dei portieri: Jürgen Wittmann
- Preparatori atletici:
- Analisi video:

## Calciomercato

### Sessione estiva
| Acquisti | Acquisti            | Acquisti        | Acquisti      |
| R.       | Nome                | da              | Modalità      |
| -------- | ------------------- | --------------- | ------------- |
| D        | Moritz Volz         | St. Pauli       | svincolato    |
| D        | Grzegorz Wojtkowiak | Lech Poznań     | svincolato    |
| C        | Grīgorīs Makos      | AEK Atene       | definitivo    |
| C        | Moritz Stoppelkamp  | Hannover 96     | definitivo    |
| C        | Marin Tomasov       | Hajduk Spalato  | definitivo    |
| C        | Liridon Vocaj       | Monaco 1860 U19 |               |
| C        | Korbinian Vollmann  | Unterhaching    | fine prestito |
| A        | Ismael Blanco       | Legia Varsavia  | svincolato    |

| Cessioni | Cessioni           | Cessioni              | Cessioni      |
| R.       | Nome               | a                     | Modalità      |
| -------- | ------------------ | --------------------- | ------------- |
| D        | Antonio Rukavina   | Real Valladolid       | svincolato    |
| D        | Stefan Buck        | Bayern Monaco II      | svincolato    |
| D        | Daniel Hofstetter  | Unterhaching          | svincolato    |
| D        | Marcel Kappelmaier | Unterhaching          |               |
| C        | Eke Uzoma          | Pécs                  | svincolato    |
| C        | Stefan Aigner      | Eintracht Francoforte | svincolato    |
| C        | Sandro Kaiser      | Heidenheim            | svincolato    |
| C        | Jonatan Kotzke     | Jahn Ratisbona        | svincolato    |
| A        | Kevin Volland      | Hoffenheim            | fine prestito |

### Sessione invernale
| Acquisti | Acquisti    | Acquisti              | Acquisti |
| R.       | Nome        | da                    | Modalità |
| -------- | ----------- | --------------------- | -------- |
| D        | Malik Fathi | Kayserispor           | prestito |
| A        | Rob Friend  | Eintracht Francoforte | prestito |
| A        | Ola Kamara  | Strømsgodset          | prestito |

| Cessioni | Cessioni      | Cessioni       | Cessioni   |
| R.       | Nome          | a              | Modalità   |
| -------- | ------------- | -------------- | ---------- |
| P        | Timo Ochs     | Jahn Ratisbona | definitivo |
| A        | Ismael Blanco | Lanús          | definitivo |

## Risultati

### 2. Bundesliga

#### Girone di andata
| Arbitro: | Dankert |

|               |           |  |
| Wojtkowiak 8’ | Marcatori |  |

| Arbitro: | Zwayer |

|                                |           |                        |
| Poté 38’ Wojtkowiak 64’ (aut.) | Marcatori | 18’ Lauth 74’ Bierofka |

| Kaiserslautern 26 agosto 2012, ore 13:30 CEST 3ª giornata | Kaiserslautern | 0 – 0 referto | Monaco 1860 | Fritz-Walter-Stadion (37 571 spett.)\| Arbitro: \| Schmidt \| |
| Arbitro:                                                  | Schmidt        |               |             |                                                               |

| Arbitro: | Grudzinski |

|                               |           |  |
| Lauth 2’, 56’ Stoppelkamp 85’ | Marcatori |  |

| Bochum 14 settembre 2012, ore 18:00 CEST 5ª giornata | Bochum  | 0 – 0 referto | Monaco 1860 | Rewirpowerstadion (13 098 spett.)\| Arbitro: \| Dankert \| |
| Arbitro:                                             | Dankert |               |             |                                                            |

| Arbitro: | Christ |

|           |           |             |
| Aygün 59’ | Marcatori | 19’ Kumbela |

| Arbitro: | Kircher |

|  |           |                             |
|  | Marcatori | 32’ Stoppelkamp 73’ Vallori |

| Arbitro: | Welz |

|                                                   |           |  |
| Halfar 10’ Stoppelkamp 20’ Bierofka 24’ Lauth 46’ | Marcatori |  |

| Arbitro: | Schmidt |

|                               |           |  |
| Ramos 55’ Ben-Hatira 57’, 77’ | Marcatori |  |

| Arbitro: | Stieler |

|             |           |              |
| Vallori 66’ | Marcatori | 51’ Sylvestr |

| Arbitro: | Dankert |

|             |           |  |
| Banović 12’ | Marcatori |  |

| Arbitro: | Fritz |

|  |           |                      |
|  | Marcatori | 26’ Boll 53’ Ginczek |

| Arbitro: | Wingenbach |

|  |           |           |
|  | Marcatori | 36’ Lauth |

| Arbitro: | Schmidt |

|  |           |                      |
|  | Marcatori | 3’ McKenna 75’ Chihi |

| Arbitro: | Meyer |

|                     |           |                |
| Stuff 22’ Nemec 81’ | Marcatori | 53’, 70’ Lauth |

| Arbitro: | Kampka |

|           |           |  |
| Lauth 38’ | Marcatori |  |

| Arbitro: | Stieler |

|                |           |          |
| Lechleiter 62’ | Marcatori | 69’ Wood |

#### Girone di ritorno
| Arbitro: | Steinhaus-Webb |

|                    |           |                 |
| Hofmann 56’ (rig.) | Marcatori | 84’ Stoppelkamp |

| Arbitro: | Dingert |

|             |           |           |
| Vallori 81’ | Marcatori | 61’ Gueye |

| Arbitro: | Siebert |

|  |           |            |
|  | Marcatori | 87’ Riedel |

| Arbitro: | Unger |

|              |           |                                    |
| Jovanović 9’ | Marcatori | 15’ Wood 45’ Bülow 81’ Stoppelkamp |

| Arbitro: | Wingenbach |

|  |           |                 |
|  | Marcatori | 10’ Scheidhauer |

| Arbitro: | Kinhöfer |

|             |           |                      |
| Kumbela 56’ | Marcatori | 77’ Friend 85’ Lauth |

| Arbitro: | Dietz |

|             |           |            |
| Tomasov 27’ | Marcatori | 79’ Eigler |

| Arbitro: | Steuer |

|  |           |             |
|  | Marcatori | 54’ Tomasov |

| Monaco di Baviera 16 marzo 2013, ore 13:00 CET 26ª giornata | Monaco 1860 | 0 – 0 referto | Hertha Berlino | Allianz Arena (25 400 spett.)\| Arbitro: \| Dankert \| |
| Arbitro:                                                    | Dankert     |               |                |                                                        |

| Arbitro: | Meyer |

|  |           |            |
|  | Marcatori | 14’ Friend |

| Arbitro: | Siebert |

|            |           |              |
| Halfar 58’ | Marcatori | 70’ Bittroff |

| Arbitro: | Fischer |

|                              |           |            |
| Ginczek 34’ Bartels 70’, 74’ | Marcatori | 73’ Friend |

| Arbitro: | Schriever |

|            |           |                       |
| Friend 70’ | Marcatori | 20’ Stark 33’ Görlitz |

| Arbitro: | Fritz |

|         |           |            |
| Ujah 7’ | Marcatori | 78’ Halfar |

| Arbitro: | Schmidt |

|                                |           |  |
| Lauth 25’, 63’ Stoppelkamp 45’ | Marcatori |  |

| Arbitro: | Grudzinski |

|                        |           |  |
| Sağlık 4’ Kachunga 69’ | Marcatori |  |

| Arbitro: | Fischer |

|                              |           |  |
| Stahl 35’ Wood 59’ Lauth 75’ | Marcatori |  |

### Coppa di Germania
| Arbitro: | Kunzmann |

|  |           |                                                                                |
|  | Marcatori | 31’ Vallori 33’ Lauth 69’ Blanco 70’ Bülow 72’ (rig.) Bierofka 90’ Stoppelkamp |

| Arbitro: | Steinhaus-Webb |

|  |           |                                 |
|  | Marcatori | 38’, 62’ Stoppelkamp 89’ Blanco |

| Arbitro: | Welz |

|                             |           |  |
| Dedič 30’ Maltritz 75’, 78’ | Marcatori |  |

## Statistiche

### Statistiche di squadra
| Competizione      | Punti | In casa | In casa | In casa | In casa | In casa | In casa | In trasferta | In trasferta | In trasferta | In trasferta | In trasferta | In trasferta | Totale | Totale | Totale | Totale | Totale | Totale | DR  |
| Competizione      | Punti | G       | V       | N       | P       | Gf      | Gs      | G            | V            | N            | P            | Gf           | Gs           | G      | V      | N      | P      | Gf     | Gs     | DR  |
| ----------------- | ----- | ------- | ------- | ------- | ------- | ------- | ------- | ------------ | ------------ | ------------ | ------------ | ------------ | ------------ | ------ | ------ | ------ | ------ | ------ | ------ | --- |
| 2. Bundesliga     | 49    | 17      | 6       | 6       | 5       | 21      | 13      | 17           | 6            | 7            | 4            | 18           | 18           | 34     | 12     | 13     | 9      | 39     | 31     | +8  |
| Coppa di Germania | -     | 0       | 0       | 0       | 0       | 0       | 0       | 3            | 2            | 0            | 1            | 9            | 3            | 3      | 2      | 0      | 1      | 9      | 3      | +6  |
| Totale            | 49    | 17      | 6       | 6       | 5       | 21      | 13      | 20           | 8            | 7            | 5            | 27           | 21           | 37     | 14     | 13     | 10     | 48     | 34     | +14 |

### Andamento in campionato
| Giornata  | 1 | 2 | 3 | 4 | 5 | 6 | 7 | 8 | 9 | 10 | 11 | 12 | 13 | 14 | 15 | 16 | 17 | 18 | 19 | 20 | 21 | 22 | 23 | 24 | 25 | 26 | 27 | 28 | 29 | 30 | 31 | 32 | 33 | 34 |
| --------- | - | - | - | - | - | - | - | - | - | -- | -- | -- | -- | -- | -- | -- | -- | -- | -- | -- | -- | -- | -- | -- | -- | -- | -- | -- | -- | -- | -- | -- | -- | -- |
| Luogo     | C | T | T | C | T | C | T | C | T | C  | T  | C  | T  | C  | T  | C  | T  | T  | C  | C  | T  | C  | T  | C  | T  | C  | T  | C  | T  | C  | T  | C  | T  | C  |
| Risultato | V | N | N | V | N | N | V | V | P | N  | P  | P  | V  | P  | N  | V  | N  | N  | N  | P  | V  | P  | V  | N  | V  | N  | V  | N  | P  | P  | N  | V  | P  | V  |
| Posizione | 3 | 6 | 7 | 4 | 6 | 8 | 6 | 3 | 5 | 5  | 7  | 9  | 7  | 8  | 8  | 5  | 5  | 7  | 6  | 9  | 6  | 8  | 5  | 7  | 7  | 6  | 5  | 6  | 6  | 6  | 6  | 6  | 7  | 6  |

Legenda:

Luogo: C = Casa; T = Trasferta. Risultato: V = Vittoria; N = Pareggio; P = Sconfitta.

### Statistiche dei giocatori
| Giocatore       | 2. Bundesliga | 2. Bundesliga | 2. Bundesliga | 2. Bundesliga | Coppa di Germania | Coppa di Germania | Coppa di Germania | Coppa di Germania | Totale   | Totale | Totale      | Totale     |
| Giocatore       | Presenze      | Reti          | Ammonizioni   | Espulsioni    | Presenze          | Reti              | Ammonizioni       | Espulsioni        | Presenze | Reti   | Ammonizioni | Espulsioni |
| --------------- | ------------- | ------------- | ------------- | ------------- | ----------------- | ----------------- | ----------------- | ----------------- | -------- | ------ | ----------- | ---------- |
| N. Aygün        | 15            | 1             | 4             | 0             | 0                 | 0                 | 0                 | 0                 | 15       | 1      | 4           | 0          |
| D. Bierofka     | 30            | 2             | 4             | 0             | 3                 | 1                 | 0                 | 0                 | 33       | 3      | 4           | 0          |
| I. Blanco       | 13            | 0             | 0             | 0             | 2                 | 2                 | 0                 | 0                 | 15       | 2      | 0           | 0          |
| K. Bülow        | 31            | 1             | 3             | 0             | 3                 | 1                 | 0                 | 0                 | 34       | 2      | 3           | 0          |
| V. Eicher       | 0             | 0             | 0             | 0             | 0                 | 0                 | 0                 | 0                 | 0        | 0      | 0           | 0          |
| M. Fathi        | 15            | 0             | 1             | 0             | 0                 | 0                 | 0                 | 0                 | 15       | 0      | 1           | 0          |
| A. Feick        | 9             | 0             | 3             | 0             | 1                 | 0                 | 0                 | 0                 | 10       | 0      | 3           | 0          |
| R. Friend       | 14            | 4             | 1             | 0             | 0                 | 0                 | 0                 | 0                 | 14       | 4      | 1           | 0          |
| A. Geipl        | 0             | 0             | 0             | 0             | 0                 | 0                 | 0                 | 0                 | 0        | 0      | 0           | 0          |
| D. Halfar       | 27            | 3             | 5             | 0             | 3                 | 0                 | 1                 | 0                 | 30       | 3      | 6           | 0          |
| D. Jais         | 0             | 0             | 0             | 0             | 0                 | 0                 | 0                 | 0                 | 0        | 0      | 0           | 0          |
| O. Kamara       | 10            | 0             | 1             | 0             | 0                 | 0                 | 0                 | 0                 | 10       | 0      | 1           | 0          |
| G. Király       | 34            | 0             | 3             | 0             | 1                 | 0                 | 0                 | 0                 | 35       | 0      | 3           | 0          |
| K. Koussou      | 1             | 0             | 0             | 0             | 0                 | 0                 | 0                 | 0                 | 1        | 0      | 0           | 0          |
| B. Lauth        | 30            | 12            | 2             | 0             | 3                 | 1                 | 0                 | 0                 | 33       | 13     | 2           | 0          |
| S. Maier        | 9             | 0             | 0             | 0             | 0                 | 0                 | 0                 | 0                 | 9        | 0      | 0           | 0          |
| G. Makos        | 11            | 0             | 2             | 1             | 1                 | 0                 | 0                 | 0                 | 12       | 0      | 2           | 1          |
| M. Nicu         | 10            | 0             | 0             | 0             | 2                 | 0                 | 0                 | 0                 | 12       | 0      | 0           | 0          |
| T. Ochs         | 0             | 0             | 0             | 0             | 2                 | 0                 | 0                 | 0                 | 2        | 0      | 0           | 0          |
| C. Schindler    | 18            | 0             | 1             | 0             | 3                 | 0                 | 0                 | 0                 | 21       | 0      | 1           | 0          |
| D. Stahl        | 26            | 1             | 2             | 0             | 2                 | 0                 | 0                 | 0                 | 28       | 1      | 2           | 0          |
| P. Steinhart    | 0             | 0             | 0             | 0             | 0                 | 0                 | 0                 | 0                 | 0        | 0      | 0           | 0          |
| M. Stoppelkamp  | 33            | 6             | 1             | 0             | 3                 | 3                 | 2                 | 0                 | 36       | 9      | 3           | 0          |
| M. Tomasov      | 26            | 2             | 3             | 0             | 3                 | 0                 | 1                 | 0                 | 29       | 2      | 4           | 0          |
| G. Vallori      | 31            | 3             | 4             | 0             | 3                 | 1                 | 0                 | 1                 | 34       | 4      | 4           | 1          |
| L. Vocaj        | 0             | 0             | 0             | 0             | 0                 | 0                 | 0                 | 0                 | 0        | 0      | 0           | 0          |
| K. Vollmann     | 0             | 0             | 0             | 0             | 0                 | 0                 | 0                 | 0                 | 0        | 0      | 0           | 0          |
| M. Volz         | 26            | 0             | 6             | 1             | 3                 | 0                 | 1                 | 0                 | 29       | 0      | 7           | 1          |
| S. Wannenwetsch | 6             | 0             | 1             | 0             | 1                 | 0                 | 1                 | 0                 | 7        | 0      | 2           | 0          |
| G. Wojtkowiak   | 28            | 1             | 2             | 0             | 2                 | 0                 | 1                 | 0                 | 30       | 1      | 3           | 0          |
| C. Wolf         | 0             | 0             | 0             | 0             | 0                 | 0                 | 0                 | 0                 | 0        | 0      | 0           | 0          |
| B. Wood         | 15            | 3             | 0             | 0             | 1                 | 0                 | 0                 | 0                 | 16       | 3      | 0           | 0          |
| M. Ziereis      | 4             | 0             | 0             | 0             | 0                 | 0                 | 0                 | 0                 | 4        | 0      | 0           | 0          |